# قتل‌عام ۱۹۹۳ پنگال
قتل‌عام ۱۹۹۳ پنگال به کشتار پنگال‌ها توسط میتی‌ها در ۳ می ۱۹۹۳ (۱۳ اردیبهشت ۱۳۷۲) در ایالت مانیپور کشور هند اشاره دارد. پنگال‌ها یک جامعه بومی مسلمان در ایالت مانیپور کشور هند بوده و مردم میتی نیز قوم اکثریت ایالت مانیپور را تشکیل می‌دهند و اغلب هندو هستند.

## پیشینه
قسمت شمال شرقی هند تا قبل از این واقعه، شاهد خشونت مذهبی بین هندوها و مسلمانان نبوده است. در صورتی که در قسمت شمالی هند این اتفاقات بیشتر به چشم می‌خورد. هر چند، برخی اختلافات ارضی و ترس از هجوم مسلمانان بنگالی در قسمت شمال شرقی هند وجود داشته است. جامعه پنگال در قرن ۱۷ میلادی (قرن ۱۱ شمسی) در این منطقه مستقر شدند. پنگال در زبان مانیپوری «قدرتمند» معنی می‌دهد و یا با توجه به شیوه تلفظ بنگال در این زبان، اشاره به مردمان بنگالی دارد.

## رویداد
روایت‌های متناقضی از آنچه باعث شروع این خشونت شده وجود دارد. یک روایت می‌گوید جدایی طلبان هندو سعی داشته‌اند از یک قاچاقچی اسلحه که مسلمان بوده، سلاح بخرند که با هم درگیر شده‌اند. روایت دیگر می‌گوید که شورشیان هندو سعی داشته‌اند از اهالی یک دهکده مسلمان نشین اخاذی کنند، ولی آنها مقاومت کرده و یکی از شورشیان را به قتل رسانده‌اند. این درگیری‌های خشونت آمیز از ۳ می ۱۹۹۳ (۱۳ اردیبهشت ۱۳۷۲) آغاز شد و تا ۵ می (۱۵ اردیبهشت) ادامه پیدا کرد. اتوبوس حاوی مسافران مسلمان به آتش کشیده شد و درگیری‌هایی بین پنگال‌ها و میتی‌ها به وجود آمد. مردم در جاده‌ها کشته شدند؛ خانه‌ها و مغازه‌ها در آتش سوختند. تخمین زده می‌شود که ۹۰ تا ۱۳۰ نفر در این درگیری‌ها کشته شده‌اند. پس از این کشمکش‌ها، دولت ایالتی با برقراری ارتباط بین قبیله‌های مختلف مانیپور، برای بازگرداندن صلح به ایالت اقدام کرد.

## عواقب
بر اساس گزارش کمیسیون دولتی هند، حدود ۱۰۰ نفر در این درگیری‌ها جان خود را از دست داده‌اند. این کمیسیون خواستار افزایش امنیت و بیشتر شدن میزان غرامت برای قربانیان شد. مجمع سیاسی پنگال (مسلمانان مانیپور) ادعا کرد که ۱۴۰ نفر در این حوادث کشته شده‌اند. پس از اینکه دولت هند به قربانیان شورش‌های ۱۹۸۴ پنجاب غرامت پرداخت کرد، مجمع سیاسی پنگال (مسلمانان مانیپور) در ژانویه ۲۰۱۵ (دی ۱۳۹۳) در یک نشست مطبوعاتی در مانیپور، خواستار پرداخت غرامت به قربانیان قتل‌عام ۱۹۹۳ پنگال از سوی دولت شد.
روز ۳ می ۱۹۹۳ (۱۳ اردیبهشت ۱۳۷۲)، توسط پنگال‌ها به عنوان یک روز عزا و روز یادبود شهدا مشخص شده است. پس از این قتل‌عام، پنگال‌ها تعدادی گروه شبه نظامی مسلح تشکیل دادند. همه ساله در این روز مراسم گرامیداشتی توسط سازمان دانشجویان مسلمان مانیپور، مجمع سیاسی پنگال (مسلمانان مانیپور) و سازمان دانشجویان دختر مسلمان مانیپور برگزار می‌شود. خبرگزاری Scroll India از این حادثه به عنوان «اولین گسستگی بزرگ» در روابط جمعی ایالت مانیپور نام برده است.